# Puente los Velázquez
Puente los Velázquez är en ort i Mexiko.   Den ligger i kommunen Villa Victoria och delstaten Mexiko, i den sydöstra delen av landet, 80 km väster om huvudstaden Mexico City. Puente los Velázquez ligger 2 574 meter över havet och antalet invånare är 421.
Terrängen runt Puente los Velázquez är platt åt sydost, men åt nordväst är den kuperad. Runt Puente los Velázquez är det ganska tätbefolkat, med 222 invånare per kvadratkilometer. Närmaste större samhälle är Salitrillo, 2,5 km öster om Puente los Velázquez. Trakten runt Puente los Velázquez består till största delen av jordbruksmark.